# Часник лінійний
Часник лінійний, цибуля лінійна (Allium lineare) — вид трав'янистих рослин родини амарилісові (Amaryllidaceae), поширений у Європі, західній і центральній Азії.

## Опис
Багаторічна рослина 30–60 см заввишки. Листочки оцвітини загострені, іноді з витягнутим кінчиком; тичинки майже вдвічі довші від оцвітини. Цибулина поодинока або парна, циліндрично-конічна, 0.5–1.5 см в діаметрі. Листки лінійні, коротші ніж стебло, 3–5 мм шириною, плоскі. Зонтик, як правило, кулястий, багатоквітий. Оцвітина рожево-червоний; зовнішні сегменти довгасто-еліптичні, трохи коротше внутрішніх, 3.5–4 × ≈2 мм; внутрішні 4–5 × ≈2 мм. 2n = 16

## Поширення
Поширений у Європі, західній і центральній Азії до Синьцзяну.
В Україні вид зростає на кам'янистих і щебенистих місцях — зрідка в Донецькому Лісостепу.